# Ширазский погром
Ширазский погром (перс. تهمت خون در شیراز‎) — погром в иранском городе Шираз 30 октября 1910 года, который был спровоцирован слухами, что евреи совершили ритуальное убийство мусульманской девочки.
В ходе погрома 12 евреев были убиты, около 50 пострадали, а 6000 евреев из Шираза были ограблены. Событие было задокументировано представителем международной еврейской организации «Всемирный израильский союз» (Alliance Israélite Universelle) в Ширазе.
В Иране в течение 2 500 лет проживало значительное количество евреев и никаких слухов о погромах не было. Историк Шираза Яшид Седагат говорит, что ежегодные нападения начали происходить в конце XIX века, но в конце концов прекратились под европейским давлением. Последний случай произошёл в 1910 году.

## Погром
В начале октября 1910 года при очистке выгребной ямы у еврейского дома кто-то из рабочих-ассенизаторов утверждал, что обнаружил старую книгу, по некоторым сохранившимся в чистоте страницам которой можно было распознать часть Корана. Далее, в первый день праздника Суккот, несколько евреев, возвращавшихся из синагоги, заметили женщину в хиджабе, стоявшую около их дома со свёртком. Заметив, что её обнаружили, женщина поспешно бросила свёрток в уборную (во всех еврейских домах она находилась у входной двери) и убежала прочь. Жители дома тут же вытащили этот свёрток — в нём оказалась книга Коран. Об этом сообщили городскому представителю Всемирного Израильского альянса, и тот, опасаясь дальнейших провокаций, обратился к Мирзе Ибрагиму, главному муфтию Шираза, который пообещал не поддаваться на провокации и в случае чего оказать своё содействие.
Следующим вечером, в дома двух главных раввинов Шираза ворвалась группа людей. С нападавшими был торговец с базара, утверждавший, что пропал один из его детей, четырёхлетняя девочка, — она исчезла после обеда в еврейском поселении, где, по его утверждению, её убили, чтобы выцедить её кровь. Испуганные раввины поклялись, что им не известно ни о какой мусульманской девочке и категорически отвергли обвинение. Нападавшие ушли, пригрозив сжечь всё еврейское поселение, если девочка не будет найдена на следующий день до полудня. В тот же день было найдено тело ребёнка в километре от города, за пустующим домом, в сотне метров от еврейского кладбища. Распространились слухи, что это тело принадлежит той самой мусульманской девочке и что она была убита евреями.
Позже выяснили, что это было выкопанное тело еврейского мальчика, похороненного восемь дней назад.
На следующее утро перед дворцом губернатора начала собираться толпа; люди обвиняли евреев в убийстве девочки и призывали к мщению. Исполняющий обязанности губернатора приказал войскам разогнать толпу, после чего толпа направилась к еврейскому поселению, куда прибыла одновременно с солдатами. Затем, вопреки отданному им приказу, солдаты первыми ворвались в еврейское поселение, дав таким образом толпе сигнал к грабежу. Солдаты, хулиганы, даже женщины и дети присоединились к погрому, который продолжался шесть или семь часов, не обойдя ни один из 260 домов еврейского поселения. Представитель Альянса описал погром так:
Грабители сформировались на улице цепью. Они прошли через ряд разложенных ковров, груд товаров, рулонов материи [...], всего, что представляло какую-либо ценность для продажи. Всё, что не имело коммерческой ценности или не могло быть вывезено из-за своего веса или размера, было уничтожено. Двери и окна домов были сорваны с петель и унесены или разломаны. Комнаты и погреба были буквально перепаханы, чтобы убедиться, что там не осталось упрятанных ценностей.
Нападавшие не ограничивались грабежом, они также учиняли физическое насилие. Когда на поселение напали, большинство евреев бежали, некоторые находили укрытие в домах своих друзей-мусульман, другие в консульстве Великобритании, на террасах и даже в мечетях. Те немногие оставшиеся, кто пытался защитить своё имущество, были избиты, некоторые до смерти. Двенадцать человек были убиты нападавшими, пятнадцать были ранены пулями и дубинками, и около сорока человек получили лёгкие травмы.

В результате погрома еврейское поселение было полностью опустошено: 
Мужчины, женщины и старики катались в пыли, били себя в грудь и требовали правосудия. Другие находились в оцепенении, в полусознании, как в ночном кошмаре, которому нет конца.
Усилия по облегчению их участи были предприняты представительством Альянса с помощью британского консула. Некоторые местные мусульмане также оказывали помощь, давая пострадавшим хлеб и деньги. Один богатый мусульманин послал тонну хлеба, губернатор послал две тонны, главный муфтий — 400 кг.